# Francisco Lázaro
Francisco Lázaro (Lisszabon, 1891. január 21. – Stockholm, 1912. július 15.) portugál atléta, maratoni futó.

## Pályafutása
Mint korának atlétái, ő is amatőr sportember volt, akinek egyszerű polgári foglalkozása volt a sport mellett; Lázaro egy autógyárban dolgozott Lisszabonban. Mielőtt részt vett volna élete első - és egyetlen - olimpiáján, három maratoni versenyt nyert meg hazájában.
A stockholmi olimpián, mint a játékok maratoni számának első portugál indulója állt rajthoz. 29 kilométer megtétele után összeomlott. A gyors orvosi ellátás után az eszméletlen Lázarót - akinek testhőmérséklete 41 Celsius-fokos volt - kórházba szállították, de másnap meghalt. A halál okának a kiszáradást jelölték meg, hisz a viadal nagyon meleg időben zajlott. Később kiderült, hogy testét napvédő krémek fedték, azzal a céllal, hogy megvédjék a leégéstől, ez azonban megakadályozta bőre természetes folyadékvesztését, az izzadást.

## Egyéni legjobbja
- Maratoni futás - 2.52:08 (1912)